# Pervis Estupiñán
Pervis Josué Estupiñán Tenorio (Esmeraldas, 21 de enero de 1998) es un futbolista ecuatoriano. Juega de defensa y su equipo actual es el A. C. Milan de la Serie A de Italia.

## Trayectoria

### Liga Deportiva Universitaria
Inició su carrera como futbolista en las divisiones menores de Liga Deportiva Universitaria desde el año 2011 y en 2014 logró debutar de la mano de Luis Zubeldía.

### Udinese Calcio
En mayo de 2016 abandonó Liga Deportiva Universitaria para firmar por el Udinese Calcio hasta el 30 de junio de 2020, tras adquirir el 50% de los derechos deportivos del futbolista esmeraldeño y, a su vez, sería cedido en el Watford de la Premier League.
Más tarde, el club inglés adquirió en propiedad al jugador que lo cedería a las filas del Recreativo Granada de la Segunda División B de España.

### U. D. Almería
Durante la temporada 2017-18 jugó cedido en la Unión Deportiva Almería de la Segunda División de España en el que jugó 27 partidos.

### R. C. D. Mallorca
Durante la temporada 2018-19 jugó cedido en el Real Club Deportivo Mallorca de la Segunda División de España en el que jugó 23 partidos de liga en los que anotó 3 goles y dos encuentros de Copa del Rey. 

### Osasuna
Disputó la campaña 2019-20 cedido en las filas del Club Atlético Osasuna de la Primera División de España en el que disputó 36 encuentros de liga en los que anotó un gol y jugó 3 partidos de Copa del Rey.

### Villarreal C. F.
En septiembre de 2020 se convirtió en jugador del Villarreal Club de Fútbol para las siguientes siete temporadas. El submarino amarillo desembolsó 15 millones de euros al Watford de Inglaterra para incorporar al ecuatoriano a sus filas.
Debutó con el Villarreal el 19 de septiembre del 2021 en la victoria 2-1 ante S. D. Eibar.
El 26 de mayo de 2021 se convirtió en el segundo ecuatoriano en ganar la Liga Europa de la UEFA, ya que su equipo el Villarreal triunfó 11-10 en penales frente al Manchester United en la final después de que quedaran empatados 1-1 en los 90 minutos.
El 12 de abril de 2022  logró ser el segundo ecuatoriano (después de Antonio Valencia) en clasificar a semifinales de la Liga de Campeones de la UEFA con la victoria del Villarreal ante Bayern Múnich.

### Brighton & Hove Albion
El 16 de agosto de 2022 se oficializó su vuelta a Inglaterra, fichó por el Brighton & Hove Albion de la Premier League, una transferencia por 18 millones de euros más cinco en variables y un contrato por cinco temporadas. Debutó el 21 de agosto en la victoria 2-0 ante el West Ham. Le anotó al Arsenal el 14 de mayo, en la goleada 3-0 a domicilio, para su primer gol en el Brighton. En su paso por el club inglés disputó en total 104 partidos y marcó cinco goles, se despidió de la institución el 23 de julio de 2025 mediante un mensaje tras concretarse su fichaje al fútbol italiano.

### A. C. Milan
En julio de 2025 se concretó su transferencia al Associazione Calcio Milan de la Serie A de Italia, con un contrato por cinco temporadas hasta junio de 2030 y un valor cercano a 19 millones de euros, convirtiéndose en el primer ecuatoriano que juega en el club rossonero, fue presentado oficialmente el 24 de julio de 2025 con el dorsal número 2.

## Selección nacional

### Categorías inferiores
Fue parte de la selección nacional sub-17 que participó en el Campeonato Sudamericano de Fútbol Sub-17 de 2015 que se realizó en Paraguay, clasificando al mundial sub-17 que se realizó en Chile. Pervis es sobrino del defensa central Jorge Guagua.
Con la selección sub-20 de Ecuador consiguió el subcampeonato sudamericano de 2017 en donde convirtió cuatro goles. 

#### Participaciones en Sudamericanos
| Campeonato                  | Sede     | Resultado    | Partidos | Goles |
| --------------------------- | -------- | ------------ | -------- | ----- |
| Sudamericano Sub-17 de 2015 | Paraguay | Tercer lugar | 8        | 1     |
| Sudamericano Sub-20 de 2017 | Ecuador  | Subcampeón   | 9        | 4     |

#### Participaciones en Copas del Mundo
| Campeonato                  | Sede          | Resultado        | Partidos | Goles |
| --------------------------- | ------------- | ---------------- | -------- | ----- |
| Copa Mundial Sub-17 de 2015 | Chile         | Cuartos de final | 5        | 2     |
| Copa Mundial Sub-20 de 2017 | Corea del Sur | Fase de grupos   | 3        | 0     |

### Selección absoluta
Debutó con Ecuador el 13 de octubre de 2019 en un partido amistoso disputadoen el Estadio Martínez Valero de Elche ante Argentina con un abultado resultado de 6-1 a favor de la albiceleste. El primer partido oficial con la selección absoluta fue el 8 de septiembre de 2020 frente a Argentina, en la fecha 1 de eliminatorias sudamericanas al Mundial Catar 2022. El encuentro terminó 1 a 0 favorable para Argentina. El gol de la victoria lo convirtió Lionel Messi de penal a los 13 minutos, después de que Pervis fuera a destiempo sobre Lucas Ocampos, y así provocando el penal. 
El 17 de noviembre de 2020, en la fecha 4, marcó un gol de tiro libre frente a Colombia y así sentenciando el 6-1 definitivo que ponía a Ecuador en la tercera posición. El 16 de noviembre de 2021, casi un año después, marcaría el primer gol de Ecuador en la victoria histórica como visitante 0-2 frente a Chile.
El 24 de marzo de 2022, a pesar ser derrotados 3-1 por Paraguay, lograría la clasificación a la Copa Mundial de Fútbol 2022, a falta de una fecha para que culminen las Eliminatorias. En todo el proceso clasificatorio, sería pieza fundamental para la Tricolor. El 14 de noviembre de 2022 fue incluido en la lista final para la Copa Mundial Catar 2022.

#### Participaciones en Copas del Mundo
| Mundial           | Sede  | Resultado      | Partidos | Goles |
| ----------------- | ----- | -------------- | -------- | ----- |
| Copa Mundial 2022 | Catar | Fase de grupos | 3        | 0     |

#### Participaciones en eliminatorias
| Eliminatorias      | Sede            | Resultado   | Partidos | Goles |
| ------------------ | --------------- | ----------- | -------- | ----- |
| Eliminatorias 2022 | América del Sur | Clasificado | 17       | 2     |
| Eliminatorias 2026 | América del Sur | Clasificado | 12       | 0     |

#### Participaciones en Copa América
| Copa              | Sede   | Resultado        | Partidos | Goles |
| ----------------- | ------ | ---------------- | -------- | ----- |
| Copa América 2021 | Brasil | Cuartos de final | 5        | 0     |

### Partidos internacionales
Actualizado al último partido disputado el 10 de junio de 2025. 
| \| N.° \| Fecha \| Ciudad \| Rival \| Resultado \| Resultado \| Competencia \| \| --- \| ------------------------ \| --------------- \| -------------- \| --------- \| --------- \| ----------------------------------- \| \| 1. \| 13 de octubre de 2019 \| Elche \| Argentina \| 1-6 \| Derrota \| Amistoso \| \| 2. \| 8 de octubre de 2020 \| Buenos Aires \| Argentina \| 0-1 \| Derrota \| Eliminatorias al Mundial Catar 2022 \| \| 3. \| 13 de octubre de 2020 \| Quito \| Uruguay \| 4-2 \| Victoria \| Eliminatorias al Mundial Catar 2022 \| \| 4. \| 12 de noviembre de 2020 \| La Paz \| Bolivia \| 3-2 \| Victoria \| Eliminatorias al Mundial Catar 2022 \| \| 5. \| 17 de noviembre de 2020 \| Quito \| Colombia \| 6-1 \| Victoria \| Eliminatorias al Mundial Catar 2022 \| \| 6. \| 4 de junio de 2021 \| Porto Alegre \| Brasil \| 0-2 \| Derrota \| Eliminatorias al Mundial Catar 2022 \| \| 7. \| 8 de junio de 2021 \| Quito \| Perú \| 1-2 \| Derrota \| Eliminatorias al Mundial Catar 2022 \| \| 8. \| 13 de junio de 2021 \| Cuiabá \| Colombia \| 0-1 \| Derrota \| Copa América 2021 \| \| 9. \| 20 de junio de 2021 \| Río de Janeiro \| Venezuela \| 2-2 \| Empate \| Copa América 2021 \| \| 10. \| 23 de junio de 2021 \| Goiânia \| Perú \| 2-2 \| Empate \| Copa América 2021 \| \| 11. \| 27 de junio de 2021 \| Goiânia \| Brasil \| 1-1 \| Empate \| Copa América 2021 \| \| 12. \| 3 de julio de 2021 \| Brasilia \| Argentina \| 0-3 \| Derrota \| Copa América 2021 \| \| 13. \| 2 de septiembre de 2021 \| Quito \| Paraguay \| 2-0 \| Victoria \| Eliminatorias al Mundial Catar 2022 \| \| 14. \| 5 de septiembre de 2021 \| Quito \| Chile \| 0-0 \| Empate \| Eliminatorias al Mundial Catar 2022 \| \| 15. \| 9 de septiembre de 2021 \| Montevideo \| Uruguay \| 0-1 \| Derrota \| Eliminatorias al Mundial Catar 2022 \| \| 16. \| 7 de octubre de 2021 \| Guayaquil \| Bolivia \| 3-0 \| Victoria \| Eliminatorias al Mundial Catar 2022 \| \| 17. \| 10 de octubre de 2021 \| Caracas \| Venezuela \| 1-2 \| Derrota \| Eliminatorias al Mundial Catar 2022 \| \| 18. \| 14 de octubre de 2021 \| Barranquilla \| Colombia \| 0-0 \| Empate \| Eliminatorias al Mundial Catar 2022 \| \| 19. \| 16 de noviembre de 2021 \| Santiago \| Chile \| 2-0 \| Victoria \| Eliminatorias al Mundial Catar 2022 \| \| 20. \| 27 de enero de 2022 \| Quito \| Brasil \| 1-1 \| Empate \| Eliminatorias al Mundial Catar 2022 \| \| 21. \| 1 de febrero de 2022 \| Lima \| Perú \| 1-1 \| Empate \| Eliminatorias al Mundial Catar 2022 \| \| 22. \| 24 de marzo de 2022 \| Ciudad del Este \| Paraguay \| 1-3 \| Derrota \| Eliminatorias al Mundial Catar 2022 \| \| 23. \| 29 de marzo de 2022 \| Guayaquil \| Argentina \| 1-1 \| Empate \| Eliminatorias al Mundial Catar 2022 \| \| 24. \| 2 de junio de 2022 \| Harrison \| Nigeria \| 1-0 \| Victoria \| Amistoso \| \| 25. \| 5 de junio de 2022 \| Chicago \| México \| 0-0 \| Empate \| Amistoso \| \| 26. \| 11 de junio de 2022 \| Fort Lauderdale \| Cabo Verde \| 1-0 \| Victoria \| Amistoso \| \| 27. \| 23 de septiembre de 2022 \| Murcia \| Arabia Saudita \| 0-0 \| Empate \| Amistoso \| \| 28. \| 27 de septiembre de 2022 \| Düsseldorf \| Japón \| 0-0 \| Empate \| Amistoso \| \| 29. \| 20 de noviembre de 2022 \| Jor \| Catar \| 2-0 \| Victoria \| Mundial Catar 2022 \| \| 30. \| 25 de noviembre de 2022 \| Rayán \| Países Bajos \| 1-1 \| Empate \| Mundial Catar 2022 \| \| 31. \| 29 de noviembre de 2022 \| Rayán \| Senegal \| 1-2 \| Derrota \| Mundial Catar 2022 \| \| 32. \| 24 de marzo de 2023 \| Sídney \| Australia \| 1-3 \| Derrota \| Amistoso \| \| 33. \| 28 de marzo de 2023 \| Melbourne \| Australia \| 2-1 \| Victoria \| Amistoso \| \| 34. \| 17 de junio de 2023 \| Harrison \| Bolivia \| 1-0 \| Victoria \| Amistoso \| \| 35. \| 20 de junio de 2023 \| Chester \| Costa Rica \| 3-1 \| Victoria \| Amistoso \| \| 36. \| 7 de septiembre de 2023 \| Buenos Aires \| Argentina \| 0-1 \| Derrota \| Eliminatorias al Mundial 2026 \| \| 37. \| 12 de septiembre de 2023 \| Quito \| Uruguay \| 2-1 \| Victoria \| Eliminatorias al Mundial 2026 \| \| 38. \| 24 de marzo de 2024 \| Harrison \| Italia \| 0-2 \| Derrota \| Amistoso \| \| 39. \| 6 de septiembre de 2024 \| Curitiba \| Brasil \| 0-1 \| Derrota \| Eliminatorias al Mundial 2026 \| \| 40. \| 10 de septiembre de 2024 \| Quito \| Perú \| 1-0 \| Victoria \| Eliminatorias al Mundial 2026 \| \| 41. \| 10 de octubre de 2024 \| Quito \| Paraguay \| 0-0 \| Empate \| Eliminatorias al Mundial 2026 \| \| 42. \| 15 de octubre de 2024 \| Montevideo \| Uruguay \| 0-0 \| Empate \| Eliminatorias al Mundial 2026 \| \| 43. \| 14 de noviembre de 2024 \| Guayaquil \| Bolivia \| 4-0 \| Victoria \| Eliminatorias al Mundial 2026 \| \| 44. \| 19 de noviembre de 2024 \| Barranquilla \| Colombia \| 1-0 \| Victoria \| Eliminatorias al Mundial 2026 \| \| 45. \| 21 de marzo de 2025 \| Quito \| Venezuela \| 2-1 \| Victoria \| Eliminatorias al Mundial 2026 \| \| 46. \| 25 de marzo de 2025 \| Santiago \| Chile \| 0-0 \| Empate \| Eliminatorias al Mundial 2026 \| \| 47. \| 5 de junio de 2025 \| Guayaquil \| Brasil \| 0-0 \| Empate \| Eliminatorias al Mundial 2026 \| \| 48. \| 10 de junio de 2025 \| Lima \| Perú \| 0-0 \| Empate \| Eliminatorias al Mundial 2026 \| |                          |                 |                |           |           |                                     |
| N.° | Fecha                    | Ciudad          | Rival          | Resultado | Resultado | Competencia                         |
| 1. | 13 de octubre de 2019    | Elche           | Argentina      | 1-6       | Derrota   | Amistoso                            |
| 2. | 8 de octubre de 2020     | Buenos Aires    | Argentina      | 0-1       | Derrota   | Eliminatorias al Mundial Catar 2022 |
| 3. | 13 de octubre de 2020    | Quito           | Uruguay        | 4-2       | Victoria  | Eliminatorias al Mundial Catar 2022 |
| 4. | 12 de noviembre de 2020  | La Paz          | Bolivia        | 3-2       | Victoria  | Eliminatorias al Mundial Catar 2022 |
| 5. | 17 de noviembre de 2020  | Quito           | Colombia       | 6-1       | Victoria  | Eliminatorias al Mundial Catar 2022 |
| 6. | 4 de junio de 2021       | Porto Alegre    | Brasil         | 0-2       | Derrota   | Eliminatorias al Mundial Catar 2022 |
| 7. | 8 de junio de 2021       | Quito           | Perú           | 1-2       | Derrota   | Eliminatorias al Mundial Catar 2022 |
| 8. | 13 de junio de 2021      | Cuiabá          | Colombia       | 0-1       | Derrota   | Copa América 2021                   |
| 9. | 20 de junio de 2021      | Río de Janeiro  | Venezuela      | 2-2       | Empate    | Copa América 2021                   |
| 10. | 23 de junio de 2021      | Goiânia         | Perú           | 2-2       | Empate    | Copa América 2021                   |
| 11. | 27 de junio de 2021      | Goiânia         | Brasil         | 1-1       | Empate    | Copa América 2021                   |
| 12. | 3 de julio de 2021       | Brasilia        | Argentina      | 0-3       | Derrota   | Copa América 2021                   |
| 13. | 2 de septiembre de 2021  | Quito           | Paraguay       | 2-0       | Victoria  | Eliminatorias al Mundial Catar 2022 |
| 14. | 5 de septiembre de 2021  | Quito           | Chile          | 0-0       | Empate    | Eliminatorias al Mundial Catar 2022 |
| 15. | 9 de septiembre de 2021  | Montevideo      | Uruguay        | 0-1       | Derrota   | Eliminatorias al Mundial Catar 2022 |
| 16. | 7 de octubre de 2021     | Guayaquil       | Bolivia        | 3-0       | Victoria  | Eliminatorias al Mundial Catar 2022 |
| 17. | 10 de octubre de 2021    | Caracas         | Venezuela      | 1-2       | Derrota   | Eliminatorias al Mundial Catar 2022 |
| 18. | 14 de octubre de 2021    | Barranquilla    | Colombia       | 0-0       | Empate    | Eliminatorias al Mundial Catar 2022 |
| 19. | 16 de noviembre de 2021  | Santiago        | Chile          | 2-0       | Victoria  | Eliminatorias al Mundial Catar 2022 |
| 20. | 27 de enero de 2022      | Quito           | Brasil         | 1-1       | Empate    | Eliminatorias al Mundial Catar 2022 |
| 21. | 1 de febrero de 2022     | Lima            | Perú           | 1-1       | Empate    | Eliminatorias al Mundial Catar 2022 |
| 22. | 24 de marzo de 2022      | Ciudad del Este | Paraguay       | 1-3       | Derrota   | Eliminatorias al Mundial Catar 2022 |
| 23. | 29 de marzo de 2022      | Guayaquil       | Argentina      | 1-1       | Empate    | Eliminatorias al Mundial Catar 2022 |
| 24. | 2 de junio de 2022       | Harrison        | Nigeria        | 1-0       | Victoria  | Amistoso                            |
| 25. | 5 de junio de 2022       | Chicago         | México         | 0-0       | Empate    | Amistoso                            |
| 26. | 11 de junio de 2022      | Fort Lauderdale | Cabo Verde     | 1-0       | Victoria  | Amistoso                            |
| 27. | 23 de septiembre de 2022 | Murcia          | Arabia Saudita | 0-0       | Empate    | Amistoso                            |
| 28. | 27 de septiembre de 2022 | Düsseldorf      | Japón          | 0-0       | Empate    | Amistoso                            |
| 29. | 20 de noviembre de 2022  | Jor             | Catar          | 2-0       | Victoria  | Mundial Catar 2022                  |
| 30. | 25 de noviembre de 2022  | Rayán           | Países Bajos   | 1-1       | Empate    | Mundial Catar 2022                  |
| 31. | 29 de noviembre de 2022  | Rayán           | Senegal        | 1-2       | Derrota   | Mundial Catar 2022                  |
| 32. | 24 de marzo de 2023      | Sídney          | Australia      | 1-3       | Derrota   | Amistoso                            |
| 33. | 28 de marzo de 2023      | Melbourne       | Australia      | 2-1       | Victoria  | Amistoso                            |
| 34. | 17 de junio de 2023      | Harrison        | Bolivia        | 1-0       | Victoria  | Amistoso                            |
| 35. | 20 de junio de 2023      | Chester         | Costa Rica     | 3-1       | Victoria  | Amistoso                            |
| 36. | 7 de septiembre de 2023  | Buenos Aires    | Argentina      | 0-1       | Derrota   | Eliminatorias al Mundial 2026       |
| 37. | 12 de septiembre de 2023 | Quito           | Uruguay        | 2-1       | Victoria  | Eliminatorias al Mundial 2026       |
| 38. | 24 de marzo de 2024      | Harrison        | Italia         | 0-2       | Derrota   | Amistoso                            |
| 39. | 6 de septiembre de 2024  | Curitiba        | Brasil         | 0-1       | Derrota   | Eliminatorias al Mundial 2026       |
| 40. | 10 de septiembre de 2024 | Quito           | Perú           | 1-0       | Victoria  | Eliminatorias al Mundial 2026       |
| 41. | 10 de octubre de 2024    | Quito           | Paraguay       | 0-0       | Empate    | Eliminatorias al Mundial 2026       |
| 42. | 15 de octubre de 2024    | Montevideo      | Uruguay        | 0-0       | Empate    | Eliminatorias al Mundial 2026       |
| 43. | 14 de noviembre de 2024  | Guayaquil       | Bolivia        | 4-0       | Victoria  | Eliminatorias al Mundial 2026       |
| 44. | 19 de noviembre de 2024  | Barranquilla    | Colombia       | 1-0       | Victoria  | Eliminatorias al Mundial 2026       |
| 45. | 21 de marzo de 2025      | Quito           | Venezuela      | 2-1       | Victoria  | Eliminatorias al Mundial 2026       |
| 46. | 25 de marzo de 2025      | Santiago        | Chile          | 0-0       | Empate    | Eliminatorias al Mundial 2026       |
| 47. | 5 de junio de 2025       | Guayaquil       | Brasil         | 0-0       | Empate    | Eliminatorias al Mundial 2026       |
| 48. | 10 de junio de 2025      | Lima            | Perú           | 0-0       | Empate    | Eliminatorias al Mundial 2026       |

### Goles internacionales
| \| N.° \| Fecha \| Lugar \| Rival \| Gol \| Resultado \| Resultado \| Competición \| \| --- \| ----------------------- \| ------------------------------------------------ \| --------- \| --- \| --------- \| --------- \| -------------------------- \| \| 1. \| 17 de noviembre de 2020 \| Estadio Rodrigo Paz Delgado, Quito, Ecuador \| Colombia \| 6–1 \| 6–1 \| Victoria \| Eliminatorias Mundial 2022 \| \| 2. \| 16 de noviembre de 2021 \| Estadio San Carlos de Apoquindo, Santiago, Chile \| Chile \| 1–0 \| 2–0 \| Victoria \| Eliminatorias Mundial 2022 \| \| 3. \| 2 de junio de 2022 \| Red Bull Arena, Harrison, Estados Unidos \| Nigeria \| 1–0 \| 1–0 \| Victoria \| Amistoso \| \| 4. \| 28 de marzo de 2023 \| Estadio Docklands, Melbourne, Australia \| Australia \| 1–1 \| 2–1 \| Victoria \| Amistoso \| |                         |                                                  |           |     |           |           |                            |
| N.° | Fecha                   | Lugar                                            | Rival     | Gol | Resultado | Resultado | Competición                |
| 1. | 17 de noviembre de 2020 | Estadio Rodrigo Paz Delgado, Quito, Ecuador      | Colombia  | 6–1 | 6–1       | Victoria  | Eliminatorias Mundial 2022 |
| 2. | 16 de noviembre de 2021 | Estadio San Carlos de Apoquindo, Santiago, Chile | Chile     | 1–0 | 2–0       | Victoria  | Eliminatorias Mundial 2022 |
| 3. | 2 de junio de 2022      | Red Bull Arena, Harrison, Estados Unidos         | Nigeria   | 1–0 | 1–0       | Victoria  | Amistoso                   |
| 4. | 28 de marzo de 2023     | Estadio Docklands, Melbourne, Australia          | Australia | 1–1 | 2–1       | Victoria  | Amistoso                   |

## Estadísticas

### Clubes
Actualizado al último partido disputado el 17 de agosto de 2025.
| Club                                    | Div.          | Temporada     | Liga  | Liga  | Copas nacionales | Copas nacionales | Copas internacionales | Copas internacionales | Total | Total |
| Club                                    | Div.          | Temporada     | Part. | Goles | Part.            | Goles            | Part.                 | Goles                 | Part. | Goles |
| --------------------------------------- | ------------- | ------------- | ----- | ----- | ---------------- | ---------------- | --------------------- | --------------------- | ----- | ----- |
| Liga Deportiva Universitaria · Ecuador  | 1.ª           | 2015          | 32    | 0     | —                | —                | 2                     | 0                     | 34    | 0     |
| Liga Deportiva Universitaria · Ecuador  | 1.ª           | 2016          | 8     | 0     | —                | —                | 3                     | 0                     | 8     | 0     |
| Liga Deportiva Universitaria · Ecuador  | Total club    | Total club    | 40    | 0     | 0                | 0                | 5                     | 0                     | 45    | 0     |
| Granada C. F. "B" · España              | 3.ª           | 2016-17       | 21    | 2     | —                | —                | —                     | —                     | 21    | 2     |
| Granada C. F. "B" · España              | Total club    | Total club    | 21    | 2     | 0                | 0                | 0                     | 0                     | 21    | 2     |
| Granada C. F. · España                  | 1.ª           | 2016-17       | 2     | 0     | 0                | 0                | —                     | —                     | 2     | 0     |
| Granada C. F. · España                  | Total club    | Total club    | 2     | 0     | 0                | 0                | 0                     | 0                     | 2     | 0     |
| U. D. Almería · España                  | 2.ª           | 2017-18       | 26    | 0     | 1                | 0                | —                     | —                     | 27    | 0     |
| U. D. Almería · España                  | Total club    | Total club    | 26    | 0     | 1                | 0                | 0                     | 0                     | 27    | 0     |
| R. C. D. Mallorca · España              | 2.ª           | 2018-19       | 23    | 3     | 2                | 0                | —                     | —                     | 25    | 3     |
| R. C. D. Mallorca · España              | Total club    | Total club    | 23    | 3     | 2                | 0                | 0                     | 0                     | 25    | 3     |
| C. A. Osasuna · España                  | 1.ª           | 2019-20       | 36    | 1     | 3                | 0                | —                     | —                     | 39    | 1     |
| C. A. Osasuna · España                  | Total club    | Total club    | 36    | 1     | 3                | 0                | 0                     | 0                     | 39    | 1     |
| Villarreal C. F. · España               | 1.ª           | 2020-21       | 25    | 0     | 5                | 0                | 4                     | 0                     | 34    | 0     |
| Villarreal C. F. · España               | 1.ª           | 2021-22       | 28    | 0     | 2                | 0                | 11                    | 0                     | 41    | 0     |
| Villarreal C. F. · España               | Total club    | Total club    | 53    | 0     | 7                | 0                | 15                    | 0                     | 75    | 0     |
| Brighton & Hove Albion F. C. Inglaterra | 1.ª           | 2022-23       | 35    | 1     | 6                | 0                | —                     | —                     | 41    | 1     |
| Brighton & Hove Albion F. C. Inglaterra | 1.ª           | 2023-24       | 19    | 2     | 4                | 1                | 4                     | 0                     | 27    | 3     |
| Brighton & Hove Albion F. C. Inglaterra | 1.ª           | 2024-25       | 30    | 1     | 6                | 0                | —                     | —                     | 36    | 1     |
| Brighton & Hove Albion F. C. Inglaterra | Total club    | Total club    | 84    | 4     | 16               | 1                | 4                     | 0                     | 104   | 5     |
| A. C. Milan · Italia                    | 1.ª           | 2025-26       | 0     | 0     | 1                | 0                | —                     | —                     | 1     | 0     |
| A. C. Milan · Italia                    | Total club    | Total club    | 0     | 0     | 1                | 0                | 0                     | 0                     | 1     | 0     |
| Total carrera                           | Total carrera | Total carrera | 285   | 10    | 30               | 1                | 24                    | 0                     | 339   | 11    |
| 1. 2.                                   |               |               |       |       |                  |                  |                       |                       |       |       |

## Palmarés

### Campeonatos internacionales
| Título                 | Club             | Año  |
| ---------------------- | ---------------- | ---- |
| Liga Europa de la UEFA | Villarreal C. F. | 2021 |

### Distinciones individuales
| Distinción                                                      | Año     |
| --------------------------------------------------------------- | ------- |
| Equipo revelación de la Liga española según la UEFA             | 2019-20 |
| Segundo jugador ecuatoriano más caro en la historia             | 2020    |
| Equipo ideal de la Copa América 2021                            | 2021    |
| 11 ideal de la Champions League                                 | 2021-22 |
| Equipo ideal de la Eliminatoria Sudamericana rumbo a Catar 2022 | 2022    |
| Futbolista del mes del Brighton & Hove Albion (octubre)         | 2022    |
| 11 ideal de la Premier League                                   | 2022-23 |
| Futbolista del mes del Brighton & Hove Albion (enero)           | 2024    |